# Josafat Mendes
Josafat Wooding Mendes, detto Joe (Solna, 31 dicembre 2002), è un calciatore svedese di origini congolesi, difensore del Samsunspor.

## Carriera

### Club
Cresciuto nei settori giovanili di AFC United e AIK, nel gennaio del 2021 si trasferisce all'Hammarby. Dopo aver disputato un'ottima prima parte di stagione in terza serie con l'Hammarby TFF, squadra riserve dell'Hammarby, il 19 luglio viene promosso in prima squadra, con cui colleziona una presenza in UEFA Europa Conference League contro gli sloveni del Maribor. Nel frattempo, continua comunque ad essere schierato dall'Hammarby TFF.
Il 21 dicembre 2021 fa ufficialmente ritorno all'AIK, che lo acquista a titolo definitivo facendogli firmare un quadriennale. Al primo campionato di Allsvenskan della sua carriera, gioca titolare in 18 occasioni a fronte di 24 presenze complessive.
Le sue prestazioni attirano l'attenzione della dirigenza del club portoghese del Braga, che nel gennaio 2023 lo acquista dall'AIK in cambio di 1,5 milioni di euro più 500.000 euro di eventuali bonus.

### Nazionale
Ha giocato nelle nazionali giovanili svedesi Under-16 ed Under-21.
Nel 2023 ha esordito nella nazionale maggiore.

## Statistiche

### Presenze e reti nei club
Statistiche aggiornate al 26 agosto 2022.
| Stagione        | Squadra         | Campionato      | Campionato | Campionato | Coppe nazionali | Coppe nazionali | Coppe nazionali | Coppe continentali | Coppe continentali | Coppe continentali | Altre coppe | Altre coppe | Altre coppe | Totale | Totale |
| Stagione        | Squadra         | Comp            | Pres       | Reti       | Comp            | Pres            | Reti            | Comp               | Pres               | Reti               | Comp        | Pres        | Reti        | Pres   | Reti   |
| --------------- | --------------- | --------------- | ---------- | ---------- | --------------- | --------------- | --------------- | ------------------ | ------------------ | ------------------ | ----------- | ----------- | ----------- | ------ | ------ |
| 2021            | Hammarby TFF    | ET              | 26         | 4          | -               | -               | -               | -                  | -                  | -                  | -           | -           | -           | 26     | 4      |
| lug.-nov. 2021  | Hammarby        | A               | 0          | 0          | CS              | 1               | 0               | UECL               | 1                  | 0                  | -           | -           | -           | 2      | 0      |
| 2022            | AIK             | A               | 16         | 0          | CS              | 4               | 0               | UECL               | 6                  | 1                  | -           | -           | -           | 26     | 1      |
| Totale carriera | Totale carriera | Totale carriera | 42         | 4          |                 | 5               | 0               |                    | 7                  | 1                  |             | -           | -           | 54     | 5      |

## Palmarès

### Club

#### Competizioni nazionali
- Coppa di Svezia: 1

Hammarby: 2020-2021
- Coppa di Lega portoghese: 1

Braga: 2023-2024
- Campionato svizzero: 1

Basilea: 2024-2025
- Coppa Svizzera: 1

Basilea: 2024-2025